# Yuri Mikhaylov
Yuri Matveyevich Mikhaylov (né le 25 juillet 1930 - mort le 15 juillet 2008) est un patineur de vitesse et entraineur soviétique, maître émérite du sport de l'URSS en 1956. Il remporte la médaille d'argent du Championnat d'URSS du 1 500 mètres et la médaille de bronze du 500 mètres en 1955. Il est champion d'URSS du 1 500 mètres en 1956. 
Yuri d'abord s’entraine à la boxe chez Boris Mor, puis en 1949, découvre le patinage de vitesse avec Vladimir Aleksandrovitch Tchestnoï (Владимир Александрович Честной 1916-1996), qui fut le premier entraineur émérite de l'URSS dans l'oblast de Tver,.
Il remporte aux Jeux olympiques d'hiver de 1956 à Cortina d'Ampezzo la médaille d'or du 1 500 mètres.
À partir de 1969, Mikhaylov est directeur de l'école sportive de la jeunesse no  4 de Tver. Il est décoré de la Médaille pour la vaillance du travail (ru) et de la Croix Michel III de Vladimir, la plus haute distinction de l'oblast de Tver.
Il repose au cimetière Dmitrovo-Tcherkasskoïe de Tver. Une plaque commémorative à l'effigie de Mikhaylov est opposée à l'entrée du stade sportif de Tver en 2009.